# Big Fish (disc jockey)
Big Fish, pseudonimo di Massimiliano Dagani (Galliate, 21 febbraio 1972), è un disc jockey e produttore discografico italiano.

## Biografia
Noto inizialmente come Fish, dopo molti anni di militanza nei Sottotono, a cui deve la maggior parte del suo successo negli anni novanta, nel 2001 ha intrapreso una carriera solista staccandosi da Tormento. Dal 2004 ha cominciato a pubblicare una serie di singoli che lo porteranno a completare alla fine di settembre 2005 il suo primo album solista, intitolato Robe grosse. A questo album hanno partecipato diversi artisti appartenenti all'hip hop italiano, come Kelly Joyce, Esa, Retnek, Vacca e Mondo Marcio.
In contemporanea Fish ha continuato la sua produzione di dischi hip hop. All'inizio del 2006 ha prodotto le basi per Solo un uomo di Mondo Marcio e per due album di Fabri Fibra, Tradimento (2006) e Bugiardo (2007). Nel mese di maggio 2006 è stato pubblicato il singolo Mi porti su (realizzato con Esa e Kelly Joyce), il quale ha anticipato la riedizione di Robe grosse, pubblicata nel mese di giugno 2006.
Nel 2007 ha prodotto l'album Figli del caos dei Two Fingerz e a partire dal 2010 conduce il programma hip hop Beatbox su Radio m2o. Il 18 gennaio 2010 ha pubblicato il singolo Generazione Tuning, realizzato in collaborazione con Vacca ed Ensi.
Nel 2013 pubblica il secondo album in studio, intitolato Niente di personale. Esso è stato anticipato da quattro singoli: Ballare, realizzato con Nesli, Solo col mic, realizzato con Caparezza, Io faccio, realizzato con Morgan, e Lasciami leccare l'adrenalina, realizzato con Manuel Agnelli. Successivamente, vengono realizzati anche i video del singolo Insostituibile con Andrea Nardinocchi e del brano Nuovomondo con Caneda. Nel 2014 ha inoltre recitato nel film Numero zero - Alle origini del rap italiano.
Verso la fine di agosto 2015, Big Fish ha annunciato la pubblicazione dell'EP Midnight Express, composto da due brani e distribuito dalla Mad Decent, etichetta discografica di Diplo. A seguire è stato il singolo Ognuno ha ciò che si merita, realizzato con il rapper Fabri Fibra e pubblicato il 30 ottobre. L'anno successivo, pubblica sempre su Mad Decent l'EP Manifesto. La collaborazione con Diplo prosegue con un remix ufficiale del suo singolo Be Right There e, nel 2017, con il remix ufficiale del singolo dei Major Lazer Run Up in collaborazione con Nicki Minaj e PartyNextDoor. Nell'autunno 2018 è produttore e coach della squadra di Manuel Agnelli di X Factor. Nel 2020 ha prodotto il singolo Sembro matto di Max Pezzali.
Nel 2021 ha ripreso l'attività con i Sottotono pubblicando l'album Originali, il primo dai tempi di ...In teoria. L'anno dopo è produttore e coach della squadra di Dargen D'Amico di X Factor. Nel 2023 si è presentato al Festival di Sanremo in qualità di direttore d'orchestra per Giorgia durante l'esecuzione di Parole dette male. L'anno seguente compare nel film I soliti idioti 3 - Il ritorno.

## Discografia

### Da solista
Album in studio
- 2005 – Robe grosse
- 2013 – Niente di personale

Extended play
- 2015 – Midnight Express
- 2016 – Manifesto
- 2020 – Draft Vol. 1

Singoli
- 2005 – Cos'è che vuoi da me?
- 2006 – Mi porti su
- 2006 – Ballare (con Nesli)
- 2011 – Solo col mic (con Caparezza)
- 2012 – Io faccio (con Morgan)
- 2013 – Lasciami leccare l'adrenalina (con Manuel Agnelli)
- 2015 – Ognuno ha ciò che si merita (con Fabri Fibra)
- 2016 – Vain (con Elisa)
- 2019 – Torcida (feat. Jake La Furia, Fabri Fibra, Emis Killa e Chadia Rodríguez)
- 2019 – Fuck'd Up (feat. Nitro (rapper), Tormento (rapper), Nerone)
- 2020 – Soldi dall'inferno (feat. Jake La Furia)

### Con i Sottotono
- 1994 – Soprattutto sotto
- 1996 – Sotto effetto stono
- 1999 – Sotto lo stesso effetto
- 2001 – ...In teoria
- 2003 – Vendesi - Best of Sottotono
- 2007 – Le più belle canzoni dei Sottotono
- 2021 – Originali

### Produzioni
- 1994 – Sottotono - Soprattutto sotto
  - Stile libero
  - La mia coccinella
  - Tto che mi ha de
  - Losc'azzo
  - Chissà se almeno domani
  - Gin'n'giro
  - Silenzio
  - Ciaomiaobau
  - A.T.P. (feat. Azza & Polare)
  - L'a morale (feat. La Pina)
  - La biccia giusta
- 1996 – Sottotono - Sotto effetto stono
  - Sotto effetto stono
  - Non c'è amore
  - Eh beh (feat. Fish, Marya & Maku Go)
  - Succo alla pera col gin
  - Ho il controllo
  - Di Tormento ce n'è uno
  - Solo lei ha quel che voglio (feat. Denny Losito)
  - Dimmi che farai
  - Cronici
  - Tranquillo
  - Quei bravi ragazzi (feat. DJ Double S, Lyricalz & Left Side)
  - Non c'è storia
  - Ianglediz (feat. Esa, Polare & Bassi Maestro)
  - Dimmi di sbagliato che c'è
  - L'inconscio
- 1996 – Lyricalz - De luxe
  - Vivremo alla grande
  - La più speciale delle sere
  - Certi momenti
  - Sul mio pianeta
  - La vita che finisce
  - Area cronica (feat. Marya, Senor Mask, Sottotono)
  - De Luxe (feat. Il Duo)
  - Credi che sia facile
  - Outro
- 1999 – Sottotono - Sotto lo stesso effetto
  - Buone motivazioni?!?
  - La vita dei gaggi
  - Quei bravi ragazzi pt. II (feat. Lyricalz & Left Side)
  - Nel jet set del rap (feat. El Presidente)
  - Stando alle regole
  - Già conti i secondi (feat. Quagliano & Onassis)
  - Mai più (feat. Shola Ama)
  - Whoo!! Whoo!!
  - Chissà ora con chi sei (feat. Jasmine)
  - Chi meglio di te (feat. Irene Lamedica)
  - Amor de mi vida
  - (Come mai) Proprio a noi'
  - Tu cosa fai? (feat. Jasmine)
  - Da dove scrivo (feat. Don Joe & Marya)
  - Ma sei b*st*rd* (feat. Sab Sista)
  - 24h non stop (feat. Maku Go & Cirina)
  - I soliti Mc's (feat. Mega & Jim)
  - Sotto lo stesso effetto (feat. Bassi Maestro)
- 2001 – Sottotono - ...In teoria
  - Da me (feat. Nesly Rice, Eva)
  - Ora la colpa a chi la dai
  - Coscienza interiore (feat. Defi J)
  - Amarti, rispettarti (feat. Eva)
  - Il mio sogno (feat. Eva)
  - Fai a meno di me (feat. Danny Losito)
  - Mezze verità
  - Solo noi (feat. Al Castellana, Danny Losito, Cesco)
  - Spirituality (feat. Stena)
  - Fai su! (feat. El Presidente, Ben)
  - Discorsi inutili (feat. Danny Losito, Cesco)
- 2004 – Bassi Maestro - L'ultimo testimone
  - Da fish (feat. Rido MC)
- 2005 – Big Fish - Robe grosse
  - Grossa (feat. Esa)
  - Resta ancora (Album Version)
  - Dove stiamo andando (feat. Esa & Retnek)
  - Niente è per sempre (feat. Esa & Retnek)
  - L'ho pagata cara (feat. Esa & Kelly Joyce)
  - Adesso (feat. Esa & Retnek)
  - Brucia da pazzi (feat. Esa, Mondo Marcio & Medda)
  - Senorita (feat. Esa & Vacca)
  - Scandalo al sole (Main Version) (feat. Esa & Kelly Joyce)
  - Devastante (feat. Esa & Retnek)
  - Cos'è che vuoi da me (Radio Version) (ft Kelly Joyce & Esa)
  - Sei tu quello che voglio (feat. Esa, Retnek & Kelly Joyce)
  - Entra nel club (feat. Esa & Mondo Marcio)
  - Resta ancora (Falafel RMX)
  - Cos'è che vuoi da me (Remix Version) (feat. Kelly Joyce & Esa)
- 2006 – Fabri Fibra - Tradimento
  - Su le mani
  - Applausi per Fibra
  - La pula bussò
  - Tutti in campana
  - Rompiti il collo
  - Coccole
  - Il triangolo sì
  - Che cazzata
  - Cuore di latta
- 2006 – Fabri Fibra - Pensieri scomodi
  - Ah Yeah Mr. Simpatia
  - Troppi limiti
  - Nella scena
  - A questo show
  - Il tappo
  - Che culo! Che figa!
  - Grandi viaggi
  - Tipe come te
  - Capito tutto
  - Che casino
  - Strani pensieri
- 2006 – Mondo Marcio - Solo un uomo
  - Come si fa
- 2007 – Fabri Fibra - Bugiardo
  - Bugiardo
  - Un'altra chance (feat. Alborosie)
  - In Italia (feat. Gianna Nannini)
  - La posta di Fibra
  - Non c'è tempo
- 2007 – Two Fingerz - Figli del caos
  - Figli del kaos
  - Troppo forte
  - Così chiara
  - Sulle spalle dei giganti
  - Certe cose
  - Cose che non puoi
- 2007 – Daniele Vit - Adesso
- 2007 – Daniele Vit - Tu non immagini
- 2008 – Ensi - Vendetta
  - Non puoi tirarmi giù
- 2009 – Coolio - Cruise Off
- 2009 – Fabri Fibra - Chi vuole essere Fabri Fibra?
  - Chi vuole essere Fabri Fibra? (feat. Daniele Vit)
  - Speak English
  - Donna famosa
  - Dieci euro in tasca feat supa
  - Incomprensioni (feat. Federico Zampaglione)
- 2009 – Ensi - Terrone (singolo)
- 2009 – Ensi - Donercore EP
  - Donercore
  - Dai tutto
  - Oh Oh
- 2009 – Raige - Monolocale all'inferno (singolo)
- 2009 – Emanuel Lo - Cambio tutto
- 2009 – Two Fingerz - Il disco finto
  - Due
- 2009 – Nesli - Fragile - Nesliving Vol. 2
  - L'inizio
  - Non tornerò
  - Credimi
  - Se tu non sei qui
  - Io non sono come voi
  - Corri in fretta
  - Una vita non basta
  - Fragile
  - Se perdi
  - Non mi sembra vero
  - My First Love
  - La fine
- 2010 – Big Fish feat. Ensi e Vacca - Generazione Tuning (singolo)
- 2010 – Ensi - Equilibrio
  - Né vinto né vincitore
  - Per amore (feat. Raige)
  - Terrone scratches (feat. DJ Double S)
  - Cosa ci rimane (feat. Entics)
  - Generazione Tuning (feat. Vacca)
  - Stessi flash (feat. Zuli)
  - Terrone RMX (feat. Clementino, Kiave, Op.rot, Miss Fritty, Johnny Marsiglia, Ira)
  - Terrone RMX (feat. Turi e Polo)
- 2010 – Ntò feat. Ensi e Entics - Nient'altro
- 2010 – Entics - Sole (singolo)
- 2010 – Emis Killa - Autodistruzione (singolo)
- 2010 – Vacca - Sporco
  - Sporco
  - In ritardo
  - Illegale
  - Un altro bicchiere
  - Sai che io ho (feat. Entics)
  - Miliardo (feat. Ensi)
  - Tu dici che
  - Non mi conosci
  - La La La La (feat. Daniele Vit)
  - Sogni
  - Nessuno ci vuol credere
  - Dimmi di si
  - Ballare
- 2010 – Daniele Vit - La mia città
- 2010 – Big Fish feat. Danti - La scimmia vede la scimmia fa (singolo)
- 2010 – Fabri Fibra - Quorum
  - Questo pezzo
  - Mille domande
- 2010 – Emis Killa - Champagne e spine
  - Click Clak
- 2010 – Fabri Fibra - Controcultura
  - Tre parole
  - Rivelazione
- 2010 – Dargen D'Amico - D' parte prima
  - Nessuno parla più (feat. Fabri Fibra, Danti)
- 2011 – OneMic - Commerciale
  - Con o senza cash
  - Guarda avanti
  - OneMic fa rap
  - Il mare se ne frega
  - Scusami
  - Pioggia (remix)
  - Cane di paglia feat. Lion D
  - Luna Park
  - Peggio di oggi
- 2011 – Emis Killa - Il peggiore
  - Il peggiore
  - Io sono la moda
  - La bara più grande del mondo
  - Qualcosa non va
- 2011 – Big Fish feat. Nesli - Ballare
- 2012 – Emis Killa - L'erba cattiva
  - Sulla luna
  - Cashwoman
  - Parole di ghiaccio
  - Dietro front
  - Ognuno per sé
  - L'erba cattiva
  - Cocktailz
  - Nei guai
  - Giusto o sbagliato
  - Il mondo dei grandi
  - Tutto quello che ho
- 2012 – Emis Killa, Club Dogo, J-Ax e Marracash - Se il mondo fosse
- 2012 – Big Fish feat. Caparezza - Solo col mic
- 2012 – Ics e Morgan - Lei è come te
- 2012 – Santiago - Ghiaccio e magma
  - Il pezzo estivo
- 2012 – Nesli - Nesliving Vol. 3 - Voglio
  - Perdo via
  - Solamente un incubo
  - Respiro
  - Ti sposerò
  - Voglio
  - Se puoi
  - Partirò
  - Voce
  - Guarda l'amore cosa fa
  - Davanti agli occhi
  - L'unico giardino
  - Simboli
  - Ballare RMX
- 2012 – Emis Killa - L'erba cattiva (riedizione)
  - Il king
  - È meglio così
- 2012 – Caneda & Big Fish - Volo
- 2013 – Emis Killa - Mercurio
  - Scordarmi chi ero
  - MB 45
  - Lettera dall'inferno
  - A cena dai tuoi
  - Essere umano (feat. Skin)
  - Va bene
  - Gli stessi sempre
  - Fratelli a metà
  - La testa vuota
  - Vietnam Flow (feat. Salmo)
- 2013 – Big Fish feat Caneda - N.E.U.R.O.E.U.R.O.
- 2013 – Dargen D'Amico - Vivere aiuta a non morire
  - A meno di te (feat. Michelle Lily)
- 2014 – Big Fish & Aquadrop - Feel
- 2014 – Syria - Syria 10
  - Odiare
  - Imparando a volare
  - Come stai
- 2014 – Emis Killa - Mercurio - 5 Stars Edition
  - Maracanã (singolo)
  - Se penso al rap
- 2014 – Big Fish & Aquadrop feat Stush - Gyal like me
- 2014 – Santiago - Diamante
  - Accanto a te sarei
- 2015 – Moreno - Oggi ti parlo così
- 2015 – Clementino - Miracolo
  - Dal centro all'hinterland (feat. Marracash & Noyz Narcos)
- 2015 – Emis Killa - I.L.T.G. (I Love This Game)
- 2015 – Diplo - Be Right There (Big Fish Remix)
- 2016 – Rocco Hunt - Sto bene così
- 2016 – Fabri Fibra - Tradimento 10 anni - Reloaded
  - Ogni Donna Remix
- 2016 – Emis Killa - Terza stagione
  - Dal basso
  - Non è facile (feat. Jake La Furia)
  - All'alba delle 6:00 (feat. Coez)
  - Cult
  - 3 messaggi in segreteria
- 2016 – Moreno - Slogan
  - Intro
  - Slogan
  - Un giorno di festa
  - Lontanissimo
  - Lasciami andare feat. Deborah Iurato
  - Alba di domenica
  - Ping Pong
  - 50 Sfumature di canzoni
  - Magici
  - Attimi preziosi
  - Antirap
  - Nevica
- 2016 – Marracash & Guè - Santeria (Voodoo Edition)
  - Ninja
- 2017 – Major Lazer - Run Up (feat. PARTYNEXTDOOR & Nicki Minaj)[Big Fish Remix]'
- 2017 – Hey Violet - Break My Heart (Big Fish Remix)
- 2017 – Fabri Fibra - Fenomeno
  - Skit - Il tempo vola
  - Stavo pensando a te
- 2017 – Jake La Furia - El party
- 2017 – Lodovica Comello - 50 Shades of Colours
- 2017 – Guè - Gentleman (Red Edition)
  - Io non ho paura
- 2017 – Moreno - Scritto nel cielo
- 2017 – Fabri Fibra - Fenomeno - Masterchef EP
  - Brut
  - Il tempo vola (Original Extended)
  - Le vacanze Remix
- 2017 – Lowlow - Incompleti
- 2018 – Jake La Furia - MMMH
- 2018 – Lowlow - Sbagliato (feat. Riki)
- 2018 – Livio Cori - Nenne'
- 2018 – Elisa - Will We Be Strangers
- 2018 – Jake La Furia - Bandita
- 2018 – Chadia Rodriguez - Dale
- 2018 – Chadia Rodriguez - Fumo bianco
- 2018 – Chadia Rodriguez - Bitch 2.0
- 2018 – Young Signorino - La danza dell'ambulanza
- 2018 – Lowlow - Il bambino soldato
  - Sfoghi di una vita complicata 4
  - Basso basso
  - Pillole
  - Bipolare
  - Mare
  - Posto di blocco
  - Rimbaud
  - 44 Magnum
  - Magici
  - Strano
  - Il bambino soldato
  - Storia di una farfalla
- 2018 – Mecna - Un drink o due
- 2018 – Marianne Mirage - Copacabana
- 2018 – Mida - Bevo
- 2018 – Il Pagante - Radical chic
- 2018 – Guè - Bling Bling (Oro)
- 2018 – Chadia Rodriguez - Sister (pastiglie)
- 2018 – Jake La Furia - Non sentiamoci più
- 2018 – Vacca - Calimocho
- 2018 – Emis Killa - Supereroe
  - Fuoco e benzina
  - Donald Trump
  - Quella foto di noi due
  - Supereroe
  - Dope 2 (feat. 6ix9ine, PashaPG)
  - Come fossimo cowboy
  - Mille strade
- 2018 – Luna - Los Angeles
- 2018 – Sherol Dos Santos - Non ti avevo ma ti ho perso
- 2019 – Chadia Rodriguez - Avere 20 anni
  - Fumo Bianco
  - Bitch 2.0
  - Sister (Pastiglie)
  - 3G (feat. Jake La Furia)
  - Sarebbe Comodo
  - Dale (feat. Naska, Abe Kayn & Braco) - Yalla Remix
- 2019 – Livio Cori - Montecalvario (core senza paura)
  - Via dei mille
  - Un'altra luce (con Nino D'Angelo)
  - Pillole
  - Ammore e guapparia
  - Core senza paura
  - Due minuti
  - Adda passà
  - A capa a fa bene
  - Nu juorno a vota
  - A casa mia
  - Nennè
  - Surdat
- 2019 – Luna - Donna Domani (feat. Chadia Rodriguez)
- 2019 – Young Signorino - Bevanda
- 2019 – Chadia Rodriguez - Coca Cola
- 2019 – Clementino - Chi vuole essere milionario? (feat. Fabri Fibra)
- 2019 – Jake La Furia - 6 del mattino
- 2019 – Max Pezzali - Welcome to Miami (South Beach)
- 2019 – Luna - Asia
- 2019 – Naska - Tu che ne sai (feat. Zoda)
- 2019 – Naska - California
- 2019 – Zoda - UFO
  - GTA
  - Yolown (feat. Naska)
- 2019 – Fabri Fibra, Franco126 - Come mai (Big Fish Remix)
- 2019 – Chadia Rodriguez - Mangiauomini
- 2019 – Neima Ezza - Routine
- 2019 – Marracash - Persona
  - G.O.A.T. - Il cuore
- 2019 – Sierra - Enfasi
- 2019 – Luna, Enzo Dong - Ansia2000
- 2019 – Neima Ezza - Notre Dame
- 2020 – SVM - Nu Sgarr
- 2020 – Elodie - This Is Elodie
  - Diamanti (feat. Ernia)
  - Lontano
- 2020 – Chadia Rodriguez - La Voce di Chadia
- 2020 – Neima Ezza - Zlatan
- 2020 – Max Pezzali - Sembro matto
- 2020 – Lowlow - Dogma 93
- 2020 – Ghemon - Scritto nelle stelle
  - Due settimane
  - Cosa resta di noi
- 2020 – Neima Ezza - Hey Mama
- 2020 – Rancore - Razza aliena
- 2020 – Chadia Rodriguez - Bella così (feat. Federica Carta)
- 2020 – Neima Ezza - Milano
- 2020 – Emis Killa & Jake La Furia - 17
  - Amore Tossico
  - Lontano da me
  - Medaglia
- 2020 – Neima Ezza - Perif EP
  - Perif
  - Marciapiede
  - Inverno
  - Mercato
- 2020 – Sierra – Alla fine ti passa
- 2020 – SVM - Veleno
- 2020 – Angylo - Sto fumando il mio tempo
- 2020 – Inamos – Top Boy
- 2020 – Neima Ezza – Amico
- 2020 – Blind – Cicatrici
- 2020 – Inamos – 18
- 2021 – Chadia Rodriguez – Donne che odiano le donne (feat. Erika Lei)